# Tsuyoshi Watanabe
Tsuyoshi Watanabe (渡辺 剛, Watanabe Tsuyoshi, Saitama, 5 februari 1997) is een Japans voetballer die als verdediger speelt bij Feyenoord. Hij kwam in juli 2025 over van het Belgische KAA Gent en tekende een contract tot medio 2029.

## Clubcarrière
In 2015 ging Watanabe naar de Chuo University, waar hij in het schoolteam voetbalde. Hij tekende in juli 2018 bij FC Tokyo. In 2022 kwam hij bij de Belgische club KV Kortrijk terecht. Nadat hij er een heel seizoen geen enkele speelminuut miste werd hij verkozen tot speler van het jaar. Uiteindelijk wist Watanabe een transfer naar KAA Gent te versieren. Na de passage van Yuya Kubo bij de club wordt hij daar de tweede Japanse speler ooit.

## Clubstatistieken
| Seizoen                        | Club           | Competitie      | Competitie | Competitie | Beker | Beker | Int. | Int. | Overig | Overig | Totaal | Totaal |
| Seizoen                        | Club           | Competitie      | Wed.       | Dlp.       | Wed.  | Dlp.  | Wed. | Dlp. | Wed.   | Dlp.   | Wed.   | Dlp.   |
| ------------------------------ | -------------- | --------------- | ---------- | ---------- | ----- | ----- | ---- | ---- | ------ | ------ | ------ | ------ |
| 2019                           | FC Tokyo       | J1 League       | 20         | 2          | 11    | 0     | –    | –    | 0      | 0      | 31     | 2      |
| 2020                           | FC Tokyo       | J1 League       | 28         | 2          | 3     | 0     | 7    | 0    | 0      | 0      | 38     | 2      |
| 2021                           | FC Tokyo       | J1 League       | 27         | 1          | 7     | 1     | –    | –    | 0      | 0      | 34     | 2      |
| Clubtotaal                     | Clubtotaal     | Clubtotaal      | 75         | 5          | 20    | 2     | 7    | 0    | 0      | 0      | 103    | 7      |
| 2021/22                        | KV Kortrijk    | Eerste Klasse A | 7          | 0          | 2     | 0     | –    | –    | 0      | 0      | 9      | 0      |
| 2022/23                        | KV Kortrijk    | Eerste Klasse A | 34         | 1          | 0     | 0     | –    | –    | 0      | 0      | 34     | 1      |
| Clubtotaal                     | Clubtotaal     | Clubtotaal      | 41         | 1          | 2     | 0     | 0    | 0    | 0      | 0      | 43     | 1      |
| 2023/24                        | KAA Gent       | Eerste Klasse A | 36         | 2          | 2     | 0     | 14   | 1    | 0      | 0      | 52     | 3      |
| 2024/25                        | KAA Gent       | Eerste Klasse A | 34         | 2          | 2     | 0     | 13   | 1    | 0      | 0      | 49     | 3      |
| Clubtotaal                     | Clubtotaal     | Clubtotaal      | 70         | 4          | 4     | 0     | 27   | 2    | 0      | 0      | 101    | 6      |
| 2025/26                        | Feyenoord      | Eredivisie      | 1          | 0          | 0     | 0     | 1    | 0    | 0      | 0      | 2      | 0      |
| Clubtotaal                     | Clubtotaal     | Clubtotaal      | 1          | 0          | 0     | 0     | 1    | 0    | 0      | 0      | 2      | 0      |
| Carrièretotaal                 | Carrièretotaal | Carrièretotaal  | 187        | 10         | 27    | 2     | 35   | 2    | 0      | 0      | 249    | 13     |
| Bijgewerkt op 10 augustus 2025 |                |                 |            |            |       |       |      |      |        |        |        |        |

## Interlandcarrière
Watanabe maakte op 14 december 2019 zijn debuut in het Japans voetbalelftal tijdens een Oost-Aziatisch kampioenschap voetbal 2019 tegen Hongkong.

## Interlandstatistieken
| Interlands van Tsuyoshi Watanabe voor Japan | Interlands van Tsuyoshi Watanabe voor Japan | Interlands van Tsuyoshi Watanabe voor Japan | Interlands van Tsuyoshi Watanabe voor Japan | Interlands van Tsuyoshi Watanabe voor Japan | Interlands van Tsuyoshi Watanabe voor Japan | Interlands van Tsuyoshi Watanabe voor Japan |
| №                                           | Datum                                       | Wedstrijd                                   | Uitslag                                     | Competitie                                  | Dlp.                                        | Ass.                                        |
| Als speler bij FC Tokyo                     | Als speler bij FC Tokyo                     | Als speler bij FC Tokyo                     | Als speler bij FC Tokyo                     | Als speler bij FC Tokyo                     | 0                                           | 0                                           |
| ------------------------------------------- | ------------------------------------------- | ------------------------------------------- | ------------------------------------------- | ------------------------------------------- | ------------------------------------------- | ------------------------------------------- |
| 1.                                          | 14 december 2019                            | HongKong - Japan                            | 0 - 5                                       | Aziatisch Kampioenschap 2019                |                                             |                                             |